# Contra: Shattered Soldier
Contra: Shattered Soldier, в Японии известная под названием Shin Contra (яп. 真魂斗羅 Син Контора, «Истинная Контра») — видеоигра в жанре run and gun из серии Contra, разработанная и выпущенная компанией Konami эксклюзивно для приставки PlayStation 2.

## Сюжет
2642 год. Земля, ещё не оправившаяся от прошлых вторжений инопланетян, подвергается опустошительной атаке разрабатываемого для защиты планеты гипермагнитного оружия. Виновником сбоя был признан Билл Райзер, герой прошлых войн с пришельцами. Его бывший напарник Лэнс Бин, предположительно, гибнет от его рук, пытаясь остановить его. Билла Райзера осуждают на 10 тысяч лет заключения в криогенной тюрьме.
Всего лишь пять лет спустя, в 2647 году возникает новая террористическая организация «Кровавый сокол» (англ. Blood Falcon), снова угрожающая жизни на планете. Правящий Триумвират Земли решает выпустить Рейзера, обладающего бесценным опытом по нейтрализации подобных угроз. В качестве огневой поддержки ему придают киборга-женщину Люсию.
В ходе поисков Билл выясняет, что Лэнс не погиб и теперь является лидером «Кровавого сокола». Победив Лэнса, главные герои выясняют, что все предыдущие атаки пришельцев были спровоцированы похищением у них Триумвиратом некоей могущественной реликвии. Теперь им предстоит сразиться с представителями Триумвирата, чтобы выяснить тайну инопланетной реликвии.

## Игровой процесс
Игровой процесс новой части вернулся к классическому виду сбоку аркадных версий первых игр Contra: он снова стал динамичным и насыщенным сложными боссами с несколькими формами перерождения. Вместе с тем в новой игре исчезло выпадающее из бонусов оружие, игрок сразу получает три вида вооружения: пулемёт, гранатомёт и огнемёт. Каждый из видов имеет свои преимущества и недостатки, но в игре игроку потребуется использовать их все в различных ситуациях.
Ключевой особенностью игры является то, что процесс сохранить нельзя — при исчерпании всех жизней и продолжений сохранить можно только количество потраченных попыток и общее время прохождения. Другой особенностью, от которой напрямую зависит концовка игры, является рейтинг прохождения всей игры. Этот рейтинг составляется на основе рейтингов каждого из уровней, которые, в свою очередь, зависят от счётчика попаданий («Hit rate»), учитывающего также потерянные жизни и продолжения. Во многом благодаря этому игра считается невероятно «хардкорной» и сложной для прохождения даже среди фанатов Contra.
В игре существуют четыре концовки:
- Билл и Люсия побеждают Лэнса, который перед смертью сообщает героям, что им тоже недолго осталось жить. В следующую минуту весь остров, на котором находился «Кровавый сокол», уничтожает орбитальное орудие. Для получения этой концовки достаточно пройти пять основных миссий с общим рейтингом не выше «B».
- Билл и Люсия побеждают Лэнса, который перед смертью сообщает об истинных мотивах пришельцев и вине Триумвирата в их нападениях на Землю. Для этой сюжетной линии необходимо пройти пять основных миссий с общим рейтингом не ниже «A». После этого откроется шестой уровень, в котором герои после сражения нескольких мини-боссов отправятся в портал на битву с Триумвиратом, объединившимся в единый организм. Сразив его на рейтинге «B», игрок получает вторую концовку, в которой Триумвират оказался непобеждённым окончательно.
- Если при соблюдении всех прочих условий пройти шестой уровень на рейтинге «А», откроются седьмой уровень и «правильная» концовка — Триумвират сражён окончательно, а Билл Рейзер с Люсией рассказывают всему миру истинную историю, очищая свою и Лэнса честь.
- Последняя концовка самая трудная: для её получения необходимо полностью пройти игру на рейтинге «S», то есть уничтожить все объекты на уровнях, не потеряв при этом ни единой жизни и продолжения. При этом эта концовка не является каноничной, а скорее, юмористической: на плохо отрендеренном ролике, в котором звуковые эффекты озвучивают сами разработчики, Билл Рейзер сражается с неким персонажем, в облике которого угадывается герой серии игр Rocket Knight Adventures Спаркстер[3], автором которой является Нобуя Наказато, продюсер Shattered Soldier.

## Разработка
После неудачных Contra: Legacy of War и The Contra Adventure Konami вернула разработку серии Contra в стены собственной студии Konami Computer Entertainment Tokyo. Разработку очередной части возглавил ветеран серии Нобуя Наказато, выпустивший до этого Alien Wars и Hard Corps. До этого у компании были планы выпустить игру Contra Spirits 64 для Nintendo 64, однако разработка была отменена.

## Критика
| Сводный рейтинг | Сводный рейтинг |
| Агрегатор       | Оценка          |
| --------------- | --------------- |
| GameRankings    | 76,48 %         |

Contra: Shattered Soldier, в целом, получила положительные оценки различных игровых изданий.